# Macaire Melissène
Macaire Mélissène  est un métropolite de Monemvasie alors Ottomane de la deuxième moitié du XVIe siècle, connu pour ses activités de faussaire. Il est notamment connu pour avoir détourné la chronique de l'historien byzantin du XVe siècle Georges Sphrantzès.

## Biographie
Il est issu d'une famille d'humble origine, appelée « Melissourgos », que lui et son frère s'efforcent se rattacher à l'illustre famille byzantine Melissène par divers artifices.
Métropolite de Monemvasie, il entre en conflit avec le métropolite de Christianoupolis en 1570 à propos de la juridiction ecclésiastique sur l'évêché d'Androussa en Messénie ; pour appuyer ses revendications, il forge à cette occasion deux fausses chrysobulles d'Andronic II.
Compromis avec les puissances catholiques lors de la Guerre de Chypre (bataille de Lépante), il doit se réfugier en Italie où il se trouve en 1572. Il se rend plusieurs mois en Espagne en 1573 où il rencontre différents membres de la cour du roi Philippe II d'Espagne.
Il meurt en septembre 1585 à Naples, où il est enterré.

## Le «pseudo-Sphrantzès»
Le récit de Sphrantzès est connu sous le nom de Chronicon Minus ou Chronique Mineure tandis que le faux de Mélissène est appelé Chronicon Maius ou Chronique Majeure. Si Macaire Mélissène reprend le texte de Sphrantzès dans ses grandes lignes, il rajoute de nombreuses informations parfois inventées ou parfois issues d'autres historiens (notamment Léonard de Chio) mais dont il déforme le propos. La supercherie est démasquée dans les années 1930 par les travaux de Raymond-Joseph Loenertz notamment. Toutefois jusqu'aux années 1970, les historiens de la prise de Constantinople comme Steven Runciman continuent à utiliser les informations issues du Chronicon Majus concernant le siège, prétextant que Mélissène n'a fait que publier les notes de Sphrantzès prises pendant le siège mais perdues à la suite de sa capture. Toutefois, les travaux plus récents de Marios Philippidès notamment démontrent que la supercherie touche bien l'ensemble du texte de Mélissène.
Le nom de Pseudo-Sphrantzès est parfois utilisé pour se référer à Macaire Mélissène.

## Sources
- Marios Philippides, « The Fall of Constantinople: Bishop Leonard and the Greek Accounts », Greek, Roman and Byzantine Studies, vol. 22,‎ 1981, p. 287-300.
- (en) Marios Philippides et Walter K. Hanak, The Siege and the Fall of Constantinople in 1453 : Historiography, Topography, and Military Studies, Farnham/Burlington (Vt.), Ashgate, 2011, 759 p. (ISBN 978-1-4094-1064-5, lire en ligne)
- Stéphane Binon, L'histoire et la légende de deux chrysobulles d'Andronic II en faveur de Monembasie en ligne
- Raymond-Joseph Loenertz, Byzantina et franco-graeca : articles parus de 1935 à 1966 ; réédités avec la collaboration de Peter Schreiner / Roma : Ed. di storia e letteratura , 1970